# Dream with Dean
Dream with Dean – trzynasty studyjny album muzyczny Deana Martina wyprodukowany przez Jimmy'ego Bowena i wydany w 1964 roku przez Reprise Records. Ukazał się tego samego dnia co album Everybody Loves Somebody. 
Niektóre utwory z tego albumu pojawiły się na nowej płycie pod tytułem You’re the Best Thing That Ever Happened to Me, którą Martin nagrał i wydał w 1973 roku. Były to: I'm Confessin' (That I Love You), I Don't Know Why (I Just Do), Gimme a Little Kiss, Will Ya, Huh? oraz Baby, Won't You Please Come Home. Ponadto utwór Smile pojawił się na albumie Sittin’ on Top of the World z 1973 roku. 

## Utwory
| Nr  | Tytuł                                      | Długość |
| --- | ------------------------------------------ | ------- |
| 1.  | I'm Confessin' (That I Love You)           | 3:15    |
| 2.  | Fools Rush In (Where Angels Fear to Tread) | 3:04    |
| 3.  | I'll Buy That Dream                        | 3:16    |
| 4.  | If You Were the Only Girl (In the World)   | 3:03    |
| 5.  | Blue Moon                                  | 3:07    |
| 6.  | Everybody Loves Somebody                   | 3:11    |
| 7.  | I Don't Know Why (I Just Do)               | 2:36    |
| 8.  | Gimme a Little Kiss, Will Ya, Huh?         | 2:18    |
| 9.  | Hands Across the Table                     | 2:18    |
| 10. | Smile                                      | 2:58    |
| 11. | My Melancholy Baby                         | 2:45    |
| 12. | Baby Won't You Please Come Home            | 2:18    |